# Žatec (Lounyi járás)
Žatec (németül: Saaz) város Csehországban, a Lounyi járásban. Žatec Měcholupy, Čeradice, Zálužice, Žiželice, Libočany, Staňkovice, Liběšice, Libořice, Podbořany és Holedeč településekkel határos. Lakosainak száma 19 046 fő (2024. január 1.). A település világhírnevét az itt nemesített saaz komló termesztésének köszönheti, amely a cseh sörgyártás egyik legfontosabb, világszerte keresett alapanyaga. A több mint 700 évre visszatekintő komlótermesztéshez kapcsolódó város és környéke 2023-ban az UNESCO világörökség része lett.

## Földrajza

### Fekvése
Žatec Lounytól mintegy 18 km-re nyugatra és Prágától 62 km-re északnyugatra található. A Mosti-medencében található mezőgazdasági tájban fekszik. Legmagasabb pontja 337 méteres tengerszint feletti magasságban található. A városon keresztül folyik a környék legnagyobb folyója, az Ohře, a Blšanka folyó pedig Žatec Trnovany városrészén folyik keresztül, majd Žatec területén kívül, míg a Liboc folyó a város nyugati pereménél torkollik az Ohřéba.

### Városrészek
Žatec hét településrészből áll (zárójelben a 2021-es népszámlálás szerinti lakosságszám):
- Žatec (17 729)
- Bezděkov (338)
- Milčeves (97)
- Radíčeves (141)
- Trnovany (26)
- Velichov (86)
- Záhoří (50)

## Története
A Saaz-síkság termékeny vidéke már a legkorábbi idők óta lakott. Történelmi forrásokban először 1004-ben említik Urbs Satzi (latinul) néven Merseburgi Thietmar krónikájában, amikor a német császár felszabadította a szláv várat a lengyel megszállás alól. 1265-ben a várost cseh királyi várossá emelték, és a középkorban a Cseh Királyság egyik legfontosabb közigazgatási központja volt. A 15. századtól az 1848-as forradalom évéig Žatec a 16, majd a 12 csehországi kerület egyikének székhelye volt. 1714 és 1751 között a nyugatról szomszédos Loketský kraj kerületet is hozzácsatolták ehhez a Žateci kerülethez (Žatecký kraj). 1868-tól a Cseh Királyságban a Saazi kerület, 1938-tól 1945-ig a Német Birodalom Saazi kerületének, 1945-től 1960-ig pedig a csehszlovákiai Žateci kerület járási székhelye volt.
I. Přemysl Ottokár cseh király idején, 1200-tól kezdve német telepeseket hívtak az országba a helyiek, akik Saazban is letelepedtek. A cseh huszita reformmozgalom 1420 körüli támadásai után sok német ismét elhagyta a várost. Podjebrád György uralkodása alatt a város a kelyhesek oldalára állt, és a fehérhegyi csatáig (1620) alapvetően evangélikus-lutheránus hitű volt. Saaz polgármesterét, Maxmilián Hošťálek z Javořicét (* 1564) szintén halálra ítélték, mint a csehországi protestáns államfelkelés résztvevőjét, és 1621-ben Prágában kivégezték. Žatec városa ekkor számos kiváltságát elvesztette.
Az ellenreformáció részeként Csehországban bekövetkezett rekatolizáció és a harmincéves háború pusztításait követő kitelepítések következtében ismét megnőtt a német nyelvű lakosság aránya, így Saaz 1945-ig túlnyomórészt német lakosságú város volt. Az 1930-as népszámláláskor is 18 100 lakosából mindössze 3156 volt cseh.
Saaz 1938-ban a müncheni egyezmény következtében a Harmadik Birodalom része lett. 1945 januárjában Saaz a Reichsgau Szudétavidék Eger közigazgatási körzetéhez tartozó Saazi járáshoz tartozott.
A várost 1945. május 10-én a Vörös Hadsereg foglalta el, Johann Czapka járási adminisztrátor pedig agyonlőtte magát. A második világháború befejezése után a szudétanémet lakosság nagy részét 1945-ben és 1946-ban kitelepítették. Az 1945. október 25-i 108-as Beneš-dekrétum értelmében vagyonukat és javaikat elkobozták és állami kezelésbe vették Csehszlovákia javára. 1945. június 3-án az 1. csehszlovák hadosztály katonái Oldřich Španiel tábornok vezetésével mintegy 5000 német férfit vezényeltek a piactérre. A 15 és 65 év közötti férfiakat a Svoboda csapatai a 15 kilométerre lévő Postoloprtyba hajtották. Körülbelül 800-an haltak meg, a többi férfit elvitték.
1945 után a közép-csehországi és morvaországi csehek, valamint az Ukrajnából származó volhíniai ortodox keresztények, az úgynevezett cseh repatriáltak, szlovákok és romák költöztek Žatecbe. Az 1960-as közigazgatási reform eredményeként a korábbi Žateci, Podbořanyi és Lounyi járásokat összevonták a Lounyi járássá. Ennek következtében Žatec elvesztette legfontosabb járási hatóságait, mint például a járási közigazgatást és a járási bíróságot, és egyszerű kisvárossá vált. A hidegháború évtizedeiben Žatec a Csehszlovák Néphadsereg fontos bázisa volt.

## Népesség
A település lakosságának változását az alábbi diagram mutatja:
| Lakosok száma | 8869 | 17 754 | 17 761 | 14 779 | 21 244 | 18 786 | 19 271 | 19 133 | 18 467 | 19 046 |
|               | 1869 | 1900   | 1921   | 1961   | 1980   | 2011   | 2016   | 2019   | 2021   | 2024   |

## Kultúra

### A város főbb látnivalói
- A történelmi városközpont 1961-ben került fel a Cseh Köztársaság városi műemlékvédelmi listájára. A város rendkívül gazdag reneszánsz és barokk lakóházakban, melyek árkádsorral veszik körül a történelmi központot
- A Városháza épülete a toronnyal a város főterén (náměstí Svobody - Szabadság tér)[8]
- A Szentháromság-oszlop a főtéren
- Papi kapu (más néven Híd-kapu)
- Branka-kapu (más néven Libochan-kapu)
- Szűz Mária mennybevételének dékáni temploma (plébániatemplom), jelentős gótikus és barokk műemlék[9]
- Flórián-oszlop (helyesebben „A Mindenható Atya és a Világ Teremtőjének oszlopa”) a Szent Flórián téren
- Egykori zsinagóga (1872-ben Johann Staniek építtette)
- Huszita bástya (városi erődítmény), benne a Muzeum Homolupulů (komlótermesztés múzeuma)
- Žateci Városi Színház (1849, Anton Grimm építtette Schulze tervei alapján).
- Evangélikus Krisztus-templom (1897-1898, Josef Petrowsky)

- Komlómúzeum (Chmelařské muzeum) a Prokop téren (nám. Prokopa Velkého, 1952).
- „Komló- és sörtemplom” - komlómúzeummal (Chmelařské muzeum), kilátótoronnyal és a »Chrám chmele a piva« egyesület éttermével - a Prokop téren (nám. Prokopa Velkého 1950).[10]
- A komlófeldolgozás és a komlókereskedelem történelmi épületei a külvárosi Prága kerületben (az UNESCO világörökség része)
- K. A. Polánek” Regionális Múzeum

- Gimnázium (1903-ban Wilhelm Fuchs építette Ernst Schäfer tervei alapján)
- Általános iskola (1880-ban épült középiskolaként Franz Daut által Carl Schlimp tervei alapján)
- Régi szakállas ház (Chalupe) a Malomnegyedben
- Szent Jakab-templom (ma ortodox templom)

- Egykori kapucinus kolostor (1675-1950) kolostortemplommal (épült 1675-1683) és kolostorkerttel.
- Vencel-templom az alsó külvárosban (kora barokk Vencel-oltárral 1688-ból, amelyet 1865-ben Josef Schirmer (1821-1900), akadémiai festőművész restaurált).
- Vasszerkezetű híd 1897-ből (Friedrich Schnirch lánchídja, Csehország első ilyen típusú hídszerkezete 1827 és 1891 között állt itt).
- Villa Glaser és Villa Weiss (Telátko) Rudolf Hildebrand építész tervei alapján.

### Múzeumok
A K. A. Polánek Regionális Múzeumban  2002 májusában nyílt meg a komlóbélyegek kabinetje elnevezésű állandó kiállítás, amely a komlóbélyegek történelmi fejlődését és területi elterjedését dokumentálja Csehországban. A kiállítás jelenleg közel 1300 kiállított gyűjteményi tárgyat tartalmaz, és ezzel a legnagyobb ilyen jellegű kiállított gyűjtemény a Cseh Köztársaságban. E bélyegek egy része a Komlómúzeumban látható. A kiállításhoz egy weboldal is kapcsolódik, amely részletesen tárgyalja ezeknek a munkabélyegeknek a különböző típusait.
A Komló és Sör temploma Žatecben egy kifejezetten turisztikai terület, amely 2009 és 2012 között épült az egykori komlóraktárak átépítésével. Tematikusan kapcsolódik a komlótermesztés és -kereskedelem egyedülálló hagyományához a Žateci régióban. Minden korosztályú turistáknak szól, egynapos kirándulásokra alkalmas komplexumot alkot, és egész évben nyitva tart. Az épületegyüttes különlegessége a nagy méretű modern kilátótorony valamint a komlóóra.
A csillagászati óra, amely egyike Csehország hat működő csillagászati órájának, egy 4×7 méteres, rézlemezzel borított acélszerkezetből áll. A Komló és Sör Templomának építésze, Jiří Vaníček ötlete 2010 augusztusában Petr Podzemský művészeti kovácsmester valósította meg. A tényleges óralapot a zodiákussal együtt a komlótermesztés és a -betakarítás motívumai díszítik, a tizenkét apostol helyett játékkártyák láthatók, és az világhírű prágai Orloj órájához hasonlóan egy csontváz is található rajta haranggal. A számlap alatt sörivók mozgó alakjai koccintanak egymással, alattuk pedig egy szimbolikus pokol - ahogyan azt a sörfőzők elképzelik, a Memento Lupuli Saczensi Cereviseae (Emlékezz a žateci komlós sörökre) latin felirattal.
A Retro Computer in Žatec az 1970-1980-as évekből származó otthoni számítógépek állandó kiállítása, közel 130 működőképes eszköz tekinthető meg itt.

### Forgatási helyszínként
Különleges történelmi formájának köszönhetően a városban évente számos filmet, tévésorozatot és reklámfilmet forgatnak. A cseh és külföldi alkotások számát itt nem lehet felsorolni, hiszen hihetetlen ütemben folyamatosan bővülnek, de a cseh nézők számára valószínűleg a cseh televízió Náměstíčko, Náves, Příkopy, Kórház a város szélén vagy az Én, Mattoni című sorozatok lesznek a legismertebbek. A világ minden tájáról érkeznek filmes stábok Žatecbe, hogy történelmi filmeket forgassanak, különösen zsidó témájúakat, mivel nagy múltra tekint vissza a zsidó kisebbség. A városnak külön múzeuma van a Žatecben forgatott filmekről. 
Az alábbi filmeket (legalább részben) Žatecben forgatták:
- 1964 – Starci na chmelu
- 1974 – Holky z porcelánu
- 1982 – Yentl (Barbra Streisand)
- 1986 – Pavučina
- 1992–1993 – Az ifjú Indiana Jones kalandjai (tévésorozat)
- 1995 – Radeckého pochod
- 1997 – Bídníci
- 1999 – Oliver Twist
- 1999 – Červený Bedrník
- 2002 – Jean Moulin
- 2000 – Případy detektivní kanceláře Ostrozrak (tévésorozat)
- 2004 – Meigret
- 2002 – Doktor Zsivágó
- 2005 – Náměstíčko (tévésorozat)
- 2007 – Příkopy (tévésorozat)
- 2005 – Ještě žiju s věšákem, plácačkou a čepicí
- 2007 – Srdce nepřítele
- 2007 – Piaf
- 2013 – Hořící keř
- 2016 – Já, Mattoni (tévésorozat)
- 2016 – Pytlík kuliček
- 2016 – Úkryt v zoo
- 2016 – az Apple reklámfilmje: „Frankie's holidays“
- 2019 – Jojo Nyuszi (Oscar-díjas)